# Peraglyphis silvana
Peraglyphis silvana es una especie de polilla del género Peraglyphis, subfamilia Tortricinae, orden Lepidoptera.

## Distribución
Se distribuye por Malasia.

## Taxonomía
Fue descrita por Razowski en 2012 y publicada en Polskie Pismo Entomologiczne 81: 84.